# Кевин Роуч
Кевин Роуч (Даблин, 14. јун 1922 — Гилфорд Сентер, 1. март 2019) је био ирски архитекта, добитник Прицкерове награде за архитектуру 1982. Више од 20 година је сарађивао са Џоном Динкелуом, који је преминуо 1981.
Године 1945. дипломирао је на Архитектонском факултету Универзитета у Даблину. Након 1948. наставио је студије у САД са Мисом ван дер Роеом на Илиноиском институту за технологију у Чикагу, али студије је напустио после првог семестра. 
Његова потрага за хуманистичком страном архитектуре довела га је у канцеларију Елијела и Ера Саринена у Бломфилд хилсу у Мичигену. Његов будући партнер, Џон Динкелу, дошао је у фирму 1951, убрзо после Роуча. Од 1954. до смрти Ера Саринена 1961, Роуч је био његов главни сарадник у пројектовању.